# 西部ガス硬式野球部
西部ガス硬式野球部（さいぶガスこうしきやきゅうぶ）は、福岡県福岡市に本拠地を置き、日本野球連盟に加盟する社会人野球の企業チームである。
運営母体は、北部九州をエリアとする一般ガス事業者の西部ガス。

## 概要
2011年に西部ガスが硬式野球部発足を発表し、初代監督には日本通運で9年間監督を務めて日本代表の監督経験もある杉本泰彦を、コーチには佐賀県立佐賀商業高等学校でコーチ・駒澤大学附属苫小牧高等学校で監督・鶴見大学で部長を務めた香田誉士史を招聘した。選手は主に九州出身者の学卒者を集め、他チームからの移籍や元プロ野球選手によるチーム構成とはなっていない。
2012年2月、日本野球連盟に『西部ガス硬式野球部』として新規登録され、活動初年度は日本選手権の予選に初参加したが1回戦で敗退した。
2013年、都市対抗野球の予選に初参加し、福岡県1次予選は突破したが九州2次予選で敗退した。
2014年、都市対抗野球は予選で敗退したが、日本選手権では予選を勝ち上がり本戦初出場を果たした。
2015年、都市対抗野球に九州第3代表として初出場を果たした。
2017年、コーチだった香田誉士史が監督に就任。
2020年、第91回都市対抗野球大会にて大会初勝利を挙げ、ベスト8にも進出し、小野賞を受賞した。
2023年3月1日、2023 ワールド・ベースボール・クラシック東京プールに出場する中国およびオーストラリアの強化試合対戦相手として発表された。シーズン終了に香田誉士史が監督を退任した。

## 沿革
- 2011年 - チーム設立を発表。
- 2012年 - 日本野球連盟に『西部ガス』として新規登録され活動開始。
- 2014年 - 日本選手権に初出場（初戦敗退）。
- 2015年 - 都市対抗野球に初出場（初戦敗退）。

## 主要大会の出場歴・最高成績
- 都市対抗野球大会：出場7回
- 社会人野球日本選手権大会：出場6回
- JABA岡山大会：優勝1回
- JABA九州大会：優勝2回